# Mittweida
Mittweida es un municipio situado en el distrito de Sajonia Central, en el estado federado de Sajonia (Alemania), a una altitud de 300 metros. Su población a finales de 2016 era de unos 15 000 habitantes y su densidad poblacional, 360 hab/km².

## Personalidades notables
- Johannes Schilling (1828-1910), escultor
- Rudolf Hasse (1906-1942), piloto de automovilismo
- Erich Loest (1926-2013), escrito
- Andreas Klöden (born 1975), ciclista
- Antje Traue (born 1981), actriz